# 桂花桥街道
桂花桥街道，是中华人民共和国贵州省遵义市播州区下辖的一个街道办事处。
2016年10月11日，贵州省人民政府批复同意设置桂花桥街道，辖原南白镇的遵南社区，原龙坑镇的桂花社区、五桩社区，办事处驻桂花社区。

## 行政区划
桂花桥街道下辖以下地区：
遵南社区、桂花社区和王五桩村。